# Hasarius rusticus
Hasarius rusticus är en spindelart som beskrevs av Tord Tamerlan Teodor Thorell 1887. Hasarius rusticus ingår i släktet Hasarius och familjen hoppspindlar. Inga underarter finns listade i Catalogue of Life.